# 太上天王
太上天王是中國歷史上一個給予退位君主在世父親的頭銜，只存在於十六國時期。

## 历史
- 龍飛四年（399年），呂光病重，立太子呂紹為天王，自號太上皇（太上天王）。

## 小天王國
- 2013年，韓國忠淸南道居農夫宋在康，國號小天王國，自称太上天王[1]。